# مارکو آمبروزیو
مارکو آمبروزیو (انگلیسی: Marco Ambrosio؛ زادهٔ ۳۰ مهٔ ۱۹۷۳) بازیکن فوتبال اهل ایتالیا است.
از باشگاه‌هایی که در آن بازی کرده‌است می‌توان به باشگاه فوتبال گراس‌هاپر زوریخ، باشگاه فوتبال کیه‌وو ورونا، باشگاه فوتبال چلسی، باشگاه فوتبال سالرنیتانا، باشگاه فوتبال برشا، باشگاه فوتبال سمپدوریا، باشگاه فوتبال آ. ث. لومتزانه، باشگاه فوتبال رجانا، باشگاه فوتبال آتالانتا، و باشگاه فوتبال پیزا اشاره کرد.
وی همچنین در تیم ملی فوتبال زیر ۲۱ سال ایتالیا بازی کرده‌است.